# Daka
Daka (bengalsko: ঢাকা [ɖʱaka]) je glavno mesto Bangladeša. Širše urbano območje ima preko 12 milijonov prebivalcev, s čimer je Daka največje mesto v Bangladešu in eno največjih mest v južni Aziji. Je politično, kulturno in gospodarsko središče države. V centru Dake živi skoraj 50.000 ljudi na kvadratni kilometer, s čimer je eno najgosteje naseljenih območij na svetu. 2023 ima 23.200.000 prebivalcev.
Mesto je širše znano predvsem po islamski tradiciji, zaradi česar si je prislužilo vzdevkek »mesto mošej«, in ogromnem številu rikš, ki opravljajo velik delež javnega prevoza. Od osamosvojitve Bangladeša leta 1971 se bliskovito veča in razvija, zdaj je najbolj industrializiran del Bangladeša, kjer so skoncentrirane tekstilna, kemična, elektronska in keramična industrija ter predelava jute; po oceni mesto generira več kot tretjino nacionalnega BDP-ja in zaposluje skoraj tretjino delovne sile, pri čemer nima centralne strategije rasti, zato je aktivnost kaotična.

## Geografija
Daka se razprostira severno od reke Buriganga, pritoka Dalesvarija na jugu osrednjega dela države. Planjavo obdajajo reke Megna, Padma in Džamuna (Brahmaputra); Površje je ravno in komaj nekaj metrov nad morsko gladino, zato je območje v monsunskem obdobju pogosto poplavljeno zaradi močnih padavin in ciklonov.
Zaradi neregulirane industrije, novogradenj in prometa je Daka eno najbolj onesnaženih velemest na svetu. Kritično je predvsem onesnaženje zraka, kjer ima največji vpliv proizvodnja opek.

### Podnebje
Po Köppnovi podnebni klasifikaciji ima Daka tropsko savansko podnebje (Aw), z izrazito monsunsko sezono in povprečno letno temperaturo okrog 26 ºC. Mesečna povprečja nihajo med 19 ºC januarja in 29 ºC maja. Letna količina padavin znaša 2123 mm, skoraj devet desetin tega pade v obdobju monsunov med majem in oktobrom.
| Podnebni podatki za Daka (1981–2010)                                                                               | Podnebni podatki za Daka (1981–2010) | Podnebni podatki za Daka (1981–2010) | Podnebni podatki za Daka (1981–2010) | Podnebni podatki za Daka (1981–2010) | Podnebni podatki za Daka (1981–2010) | Podnebni podatki za Daka (1981–2010) | Podnebni podatki za Daka (1981–2010) | Podnebni podatki za Daka (1981–2010) | Podnebni podatki za Daka (1981–2010) | Podnebni podatki za Daka (1981–2010) | Podnebni podatki za Daka (1981–2010) | Podnebni podatki za Daka (1981–2010) | Podnebni podatki za Daka (1981–2010) |
| Mesec | Jan                                  | Feb                                  | Mar                                  | Apr                                  | Maj                                  | Jun                                  | Jul                                  | Avg                                  | Sep                                  | Okt                                  | Nov                                  | Dec                                  | Letno                                |
| --- | ------------------------------------ | ------------------------------------ | ------------------------------------ | ------------------------------------ | ------------------------------------ | ------------------------------------ | ------------------------------------ | ------------------------------------ | ------------------------------------ | ------------------------------------ | ------------------------------------ | ------------------------------------ | ------------------------------------ |
| Rekordno visoka temperatura °C                                                                                     | 31.1                                 | 34.4                                 | 40.6                                 | 42.2                                 | 41.1                                 | 36.7                                 | 35.0                                 | 36.1                                 | 36.7                                 | 37.2                                 | 34.4                                 | 30.6                                 | 42.2                                 |
| Povprečna visoka temperatura °C                                                                                    | 25.1                                 | 28.3                                 | 32.5                                 | 33.8                                 | 33.4                                 | 32.5                                 | 31.8                                 | 32.1                                 | 32.0                                 | 31.8                                 | 29.7                                 | 26.5                                 | 30.8                                 |
| Povprečna dnevna temperatura °C                                                                                    | 18.6                                 | 22.0                                 | 26.3                                 | 28.4                                 | 28.8                                 | 29.0                                 | 28.7                                 | 28.9                                 | 28.5                                 | 27.4                                 | 24.0                                 | 20.0                                 | 25.9                                 |
| Povprečna nizka temperatura °C                                                                                     | 13.1                                 | 16.2                                 | 20.8                                 | 23.8                                 | 24.8                                 | 26.2                                 | 26.3                                 | 26.4                                 | 25.9                                 | 23.9                                 | 19.4                                 | 14.8                                 | 21.8                                 |
| Rekordno nizka temperatura °C                                                                                      | 6.1                                  | 6.7                                  | 10.6                                 | 16.7                                 | 14.4                                 | 19.4                                 | 21.1                                 | 21.7                                 | 21.1                                 | 17.2                                 | 11.1                                 | 7.2                                  | 6.1                                  |
| Povprečna količina padavin mm                                                                                      | 7.5                                  | 23.7                                 | 61.7                                 | 140.6                                | 278.4                                | 346.5                                | 375.5                                | 292.9                                | 340.0                                | 174.5                                | 31.1                                 | 12.1                                 | 2.084,5                              |
| Povp. št. dni s padavinami                                                                                         | 2                                    | 3                                    | 5                                    | 10                                   | 15                                   | 14                                   | 17                                   | 16                                   | 13                                   | 7                                    | 2                                    | 1                                    | 105                                  |
| Povprečna relativna vlažnost (%)                                                                                   | 71                                   | 64                                   | 62                                   | 71                                   | 76                                   | 82                                   | 83                                   | 82                                   | 83                                   | 78                                   | 73                                   | 73                                   | 75                                   |
| Povp. št. sončnih ur                                                                                               | 220.3                                | 225.3                                | 256.3                                | 237.8                                | 220.9                                | 142.2                                | 131.5                                | 140.6                                | 152.7                                | 228.6                                | 236.3                                | 242.6                                | 2.435,1                              |
| Vir 1: Urad za meteorologijo Bangladeša                                                                            |                                      |                                      |                                      |                                      |                                      |                                      |                                      |                                      |                                      |                                      |                                      |                                      |                                      |
| Vir 2: Sistema de Clasificación Bioclimática Mundial (extremes 1934–1994), Deutscher Wetterdienst (sun, 1961–1990) |                                      |                                      |                                      |                                      |                                      |                                      |                                      |                                      |                                      |                                      |                                      |                                      |                                      |

## Mednarodni odnosi
Daka ima uradne povezave (pobratena/sestrska mesta oz. mesta-dvojčki) z naslednjimi kraji po svetu:
 Peking, Kitajska
 Delhi, Indija
 Islamabad, Pakistan
 Rijad, Savdska Arabija
 Teheran, Iran
 Kalkuta, Indija